# Шурбино
Шурбино — деревня в составе  Аксёльского сельского поселения Темниковского района Республики Мордовия.

## География
Находится на расстоянии примерно 16 километров на восток-юго-восток от районного центра города Темников.

## История
Упоминается с 1869 года, когда она была учтена как казенное село Краснослободского уезда из 16 дворов, название по фамилии бывших владельцев – служилых татар Шурбиных.

## Население
Постоянное население составляло 7 человек (татары 100%) в 2002 году, 2 в 2010 году .